# Balkanoroncus hadzii
Espèce
Synonymes
- Roncus bureschi Hadzi, 1939 nec Redikorzev, 1928

Balkanoroncus hadzii est une espèce de pseudoscorpions de la famille des Neobisiidae.

## Distribution
Cette espèce est endémique de Bulgarie. Elle se rencontre à Lakatnik dans la grotte Razishkata peshtera.

## Systématique et taxinomie
Cette espèce a été décrite sous le nom Roncus bureschi par Hadzi en 1939. Elle est placée dans le genre Microcreagris par Beier en 1963 dans le genre Acanthocreagris par Mahnert en 1974 puis dans le genre Balkanoroncus par Ćurčić en 1975. Ce nom étant préoccupé par Balkanoroncus bureschi, elle est renommée par Harvey en 1991.

## Publications originales
- Harvey, 1991 : Catalogue of the Pseudoscorpionida. Manchester University Press, Manchester p. 1-726.
- Hadzi, 1939 : Pseudoskorpioniden aus Bulgarien. Mitteilungen aus dem Königl. Naturwissenschaftlichen Institut in Sofia, vol. 13, p. 18-48.